# Too-Rye-Ay
Too-Rye-Ay è il secondo album in studio del gruppo musicale britannico Dexys Midnight Runners, pubblicato nel 1982.

## Tracce
Side 1
1. The Celtic Soul Brothers – 3:07
2. Let's Make This Precious – 4:03
3. All in All (This One Last Wild Waltz) – 4:08
4. Jackie Wilson Said (I'm in Heaven When You Smile) (Van Morrison cover) – 3:06
5. Old – 5:00

Side 2
1. Plan B – 5:04
2. I'll Show You – 2:41
3. Liars A to E – 4:10
4. Until I Believe in My Soul – 7:00
5. Come On Eileen – 4:07

## Classifiche

### Classifiche settimanali
| Classifica (1982/83) | Posizione massima |
| -------------------- | ----------------- |
| Australia            | 2                 |
| Canada               | 10                |
| Francia              | 30                |
| Germania             | 29                |
| Norvegia             | 22                |
| Nuova Zelanda        | 2                 |
| Paesi Bassi          | 9                 |
| Regno Unito          | 2                 |
| Stati Uniti          | 14                |
| Svezia               | 22                |

### Classifiche di fine anno
| Classifica (1982) | Posizione |
| ----------------- | --------- |
| Australia         | 45        |
| Nuova Zelanda     | 5         |
| Regno Unito       | 11        |
| Classifica (1983) | Posizione |
| Stati Uniti       | 77        |